# Bangka
Bangka (de vegades escrit Banka) és una illa indonèsia situada davant la costa oriental de Sumatra que, juntament amb l'illa de Belitung, forma la província de Bangka-Belitung. Té una extensió d'11.910 km² i una població, el 2004, de 789.809 habitants.
L'illa, separada de Sumatra per l'estret de Bangka, està banyada al nord per la mar de la Xina Meridional, i al sud per la mar de Java; a l'est, l'estret de Gaspar la separa de l'illa de Belitung. Bangka està formada per planes baixes, aiguamolls, petits turons i llargues platges, amb camps de pebrers i mines d'estany que conformen la base de l'economia de l'illa, una de les principals productores mundials d'estany.
La ciutat principal és Pangkal Pinang, capital de la província, a la costa est. La segona ciutat en importància és Sungailiat. Muntok és el port principal de la costa oest. Altres poblacions importants són Toboali, al sud; Koba, centre miner, i Belinyu, port de la costa nord.